# Wight (otok)
Otok Wight (eng. Isle of Wight) je ceremonijalna grofovija i u sastavu je regije Jugoistočna Engleska, te je najveći otok, ali s populacijom od 141 771 stanovnika drugi je po broju otočkih stanovnika u Engleskoj nakon otoka Portsea koji ima 207 100 stanovnika. Administrativno sjedište je u gradu Newport koji ima populaciju od 25 496 stanovnika.
 
Otok se nalazi u rukavcu La Manche, odvojen tjesnacom Solent čija širina se kreće između dvije i pet milja od obale Hampshirea.

Na otoku su odmarališta još od viktorijanskih vremena, a poznat je po svojoj blagoj klimi, priobalnom i zelenom krajoliku. Otok je proglašen UNESCO-ovim rezervatom biosfere.
Na otoku su živjeli pjesnici Algernon Charles Swinburne i Alfred Tennyson i kraljica Viktorija, koja je izgradila svoju ljetnu rezidenciju i posljednji dom Osborne House u East Cowesu. Otok ima pomorsku i industrijsku tradiciju, uključujući brodogradnju, proizvodnju jedara, proizvodnju letećih brodova, hoverkrafta i britanske svemirske rakete. Otok je domaćin godišnjih glazbenih festivala, uključujući festival Isle of Wight, koji je 1970. bio najveći rock glazbeni događaj ikad održan. 

Otok Wight jedno je od rijetkih mjesta u Engleskoj gdje se može naći crvena vjeverica, dočim sive vjeverice se ne mogu se naći. Povremeno se mogu vidjeti jeleni, a na Ventnorovim padinama postoji kolonija divljih koza. Mogu se naći zaštićene vrste poput puha i nekih rijetkih šišmiša, i neka od najbogatijih nalazišta fosilnih ostataka dinosaura u Europi.